# 昭和制钢所
昭和制钢所（日语：／ Shōwa Seikōsho，英语：Showa Steel Works）是一个在二十世纪前期创建并活跃于中国东北地区的日本钢铁工业国策会社。总部以及工厂位于现今的中国辽宁鞍山。

## 历史

### 鞍山铁矿的发现
1905年，日俄战争期间，日军第三十四联队大队长川上才次郎在汤岗子一带向西行军时因指南针失灵而走错了方向。于是他认定这里拥有丰富的铁矿资源。1909年8月16日，南满洲铁道株式会社地质课长木户忠太郎以“勘察汤岗子附近饮用水水源”为由进入千山铁石山探寻铁矿资源。此后又在西鞍山与东鞍山和大孤山地区探寻铁矿，并在大孤山发现了厚达200米的铁矿床，在樱桃园地区也发现了磁铁矿。1911年-1915年，满铁先后勘察了关门山、白家堡子，弓长岭等地的矿产资源。

### 鞍山制铁所的成立

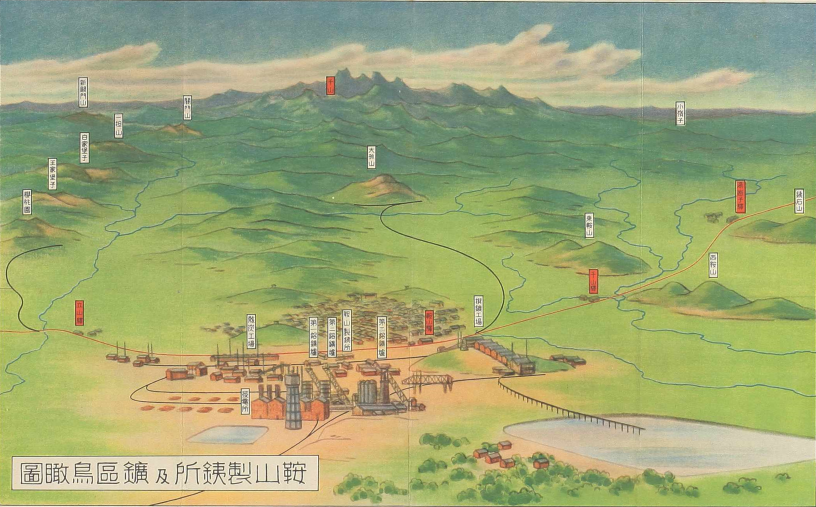
满铁绘制的鞍山制铁所鸟瞰图

1913年，时任满铁总裁的中村是公向日本政府提出在鞍山地区建设炼钢厂的提议。1916年10月4日，日本内阁总理大臣大隈重信正式向满铁颁发了经营制铁许可证，于1917年正式开工建设。为建设制铁所，在奉系军阀首领张作霖的允许下，满铁将相关土地划入满铁附属地，因而拥有一部份行政权力。1918年5月，鞍山制铁所正式成立。铁矿石则由合资的“振兴铁矿无限公司”提供。满铁于1916年3月设立合资公司振兴铁矿，是因为日本独资的铁矿采掘不被准许，但实质上该公司完全由满铁控制。:20
1919年4月1日，1号高炉开炉，标志着鞍山制铁所生产的开始。然而此后不久第一次世界大战结束，全球钢铁需求减少，鞍山制铁所的经营一度陷入困境。针对铁矿石的品位不佳导致的成本高的问题，鞍山制铁所改进了技术，又扩充了设备，在1926年2号高炉投产以后成本大幅降低，制铁所开始盈利。1930年，3号高炉也投入生产。

### 昭和制钢所的成立

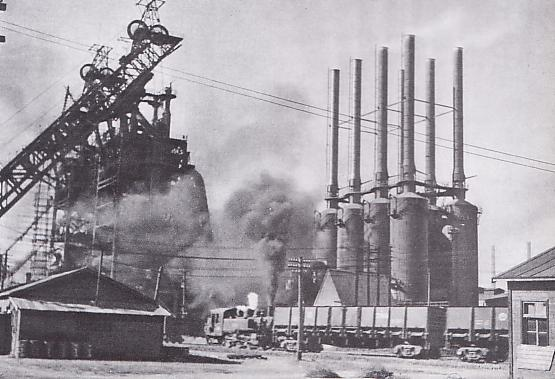
昭和制钢所厂貌

1929年7月，日本政府批准设立昭和制钢所。时任满铁社长的山本条太郎担忧进一步扩大位于鞍山地区的炼钢设施会让国民政府提高出口关税，并且让中国人学会日本的工业技术不太合适，所以提议将工厂设立在日治朝鲜接近中华民国边境的新义州而不是鞍山。最终昭和制钢所总部设立于日治朝鲜京城府，并计划在新义州建厂。但该项目很快被取消，其原因可能是大萧条或日本内阁（田中义一内阁到滨口内阁）和满铁总裁（山本到仙石貢）的更替。
1931年9月18日，日本发动九一八事变，全面占领了东三省。1933年，昭和制钢所总部迁至鞍山，并与鞍山制铁所合并。1936年，关东军在汤岗子召开会议，昭和制钢所由平时产业转为战时产业，以便服从于日本对于中国接下来的战争。昭和制钢所是日本本土以外的最大钢铁制造企业，昭和制钢所的存在也使得鞍山成为了全亚洲最大的钢铁生产地之一。1937年，由于关东军担心满铁在满洲国的影响过大，于是关东军找到了鲇川义介，并让其成立了满洲重工业开发株式会社，昭和制钢所也从满铁旗下转让至满业旗下。

### 太平洋战争期间的昭和制钢所

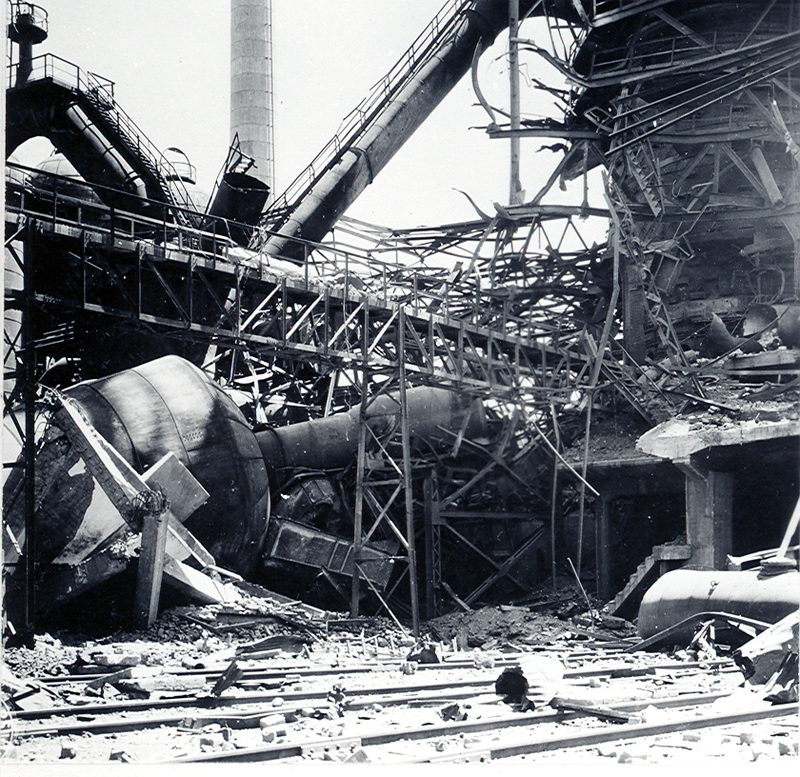
被战争损毁的昭和制钢所

1941年12月8日，日本偷袭珍珠港，太平洋战争爆发。昭和制铁所也立即遭到美军的轰炸，轰炸使得昭和制钢所被迫减产。为了应对轰炸，日军派遣了陆军第104航空队第一中队驻守鞍山，以防止美军的轰炸进一步影响昭和制钢所停产。1944年4月，昭和制钢所与本溪湖煤铁公司、东边道开发株式会社、轻工局改组为满洲制铁株式会社，成为其鞍山的本部。

### 二战后的昭和制钢所

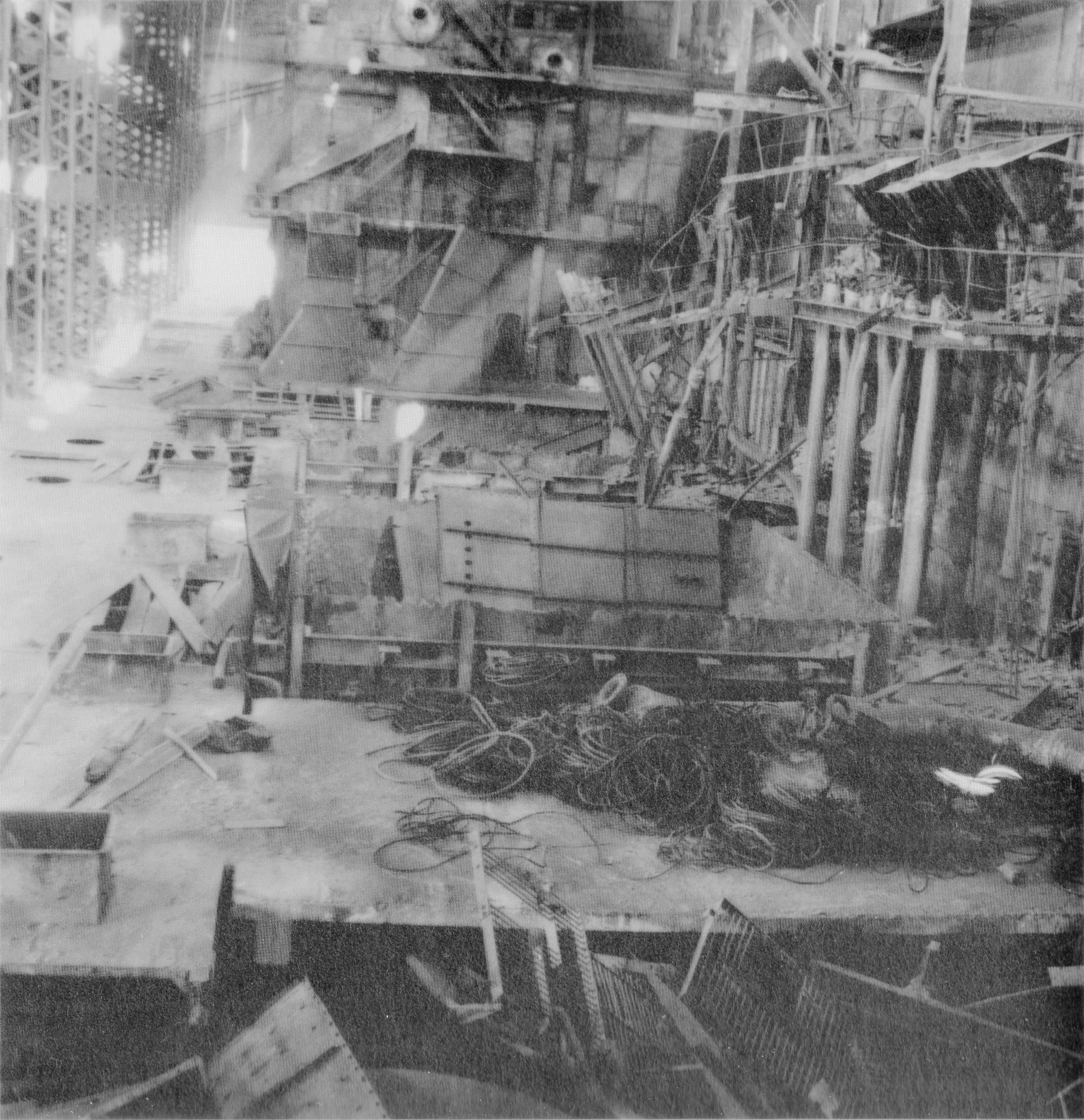
被苏联军队拆除锅炉后的昭和制钢所

1945年8月，日本战败，第二次世界大战结束。苏联军队撤出东北时拆除了昭和制钢所的设施。苏军撤走之后，昭和制钢所被东北民主联军接管。但随即在之后的国共内战中被国军重新占领。1948年2月19日，中国人民解放军重新控制鞍山，但此时由于国共内战尚未结束，工厂复建仍无进展。1949年7月9日，昭和制钢所更名为鞍山钢铁公司后恢复运营，现今是中华人民共和国国务院下辖的中央控股企业，是目前中国最大的钢铁企业之一。

## 昭和制钢所的生产能力
1931年至1932年，满洲国内钢铁总产量约100万吨，其中约一半在昭和制钢所精炼。根据1941年的一份文件，昭和制钢所的产能“能够生产175万吨铁和100万吨钢。到1942年，它已发展成为世界领先的炼铁厂，总生产能力达360万吨。仅次于日本本土的八幡制钢所。
此外，随着生产能力的提高，昭和制钢所的业务范围也不单单局限于鞍山地区，它开始覆盖华北，及日治朝鲜的钢铁业务。

## 工人待遇
昭和制钢所在面对不同国籍的工人待遇显出巨大的差异化，昭和制钢所建立十年间，大量中国人被强制征集到矿山与工厂。并设立了实施监管劳动，以战俘和被捕平民为主的“特殊工人”。至1942年底，昭和制钢所工人总数达9万人。但在工厂里，技术工种全部由日本工人担任。中国工人只能从事最基本没有安全防护措施的体力劳动。
| 年份                       | 日本工人 | 中国工人 | 中国临时工人 |
| -------------------------- | -------- | -------- | ------------ |
| 1935年月工资（以日元计算） | 79.3日元 | 17.4日元 | 0.37日元     |